# Una Merkel
Pour les articles homonymes, voir Merkel (homonymie).
Una Merkel est une actrice américaine née le 10 décembre 1903 à Covington (Kentucky), morte le 2 janvier 1986 à Los Angeles.
Venue du théâtre, elle remporte le Tony Award de la meilleure comédienne 1956 pour le rôle principal dans The Pounder Heart, adaptation pour la scène d'un roman de Eudora Welty. En 1962, elle est nommée pour l'Oscar de la meilleure actrice dans un second rôle pour son interprétation de Mrs. Winemiller dans Été et Fumées (1961) de Peter Glenville, d'après la pièce éponyme de Tennessee Williams.

## Filmographie

### Années 1920
- 1920 : À travers l'orage (Way Down East) de D. W. Griffith : Extra
- 1923 : Love's Old Sweet Song de J. Searle Dawley
- 1924 : The Fifth Horseman : Dorothy

### Années 1930

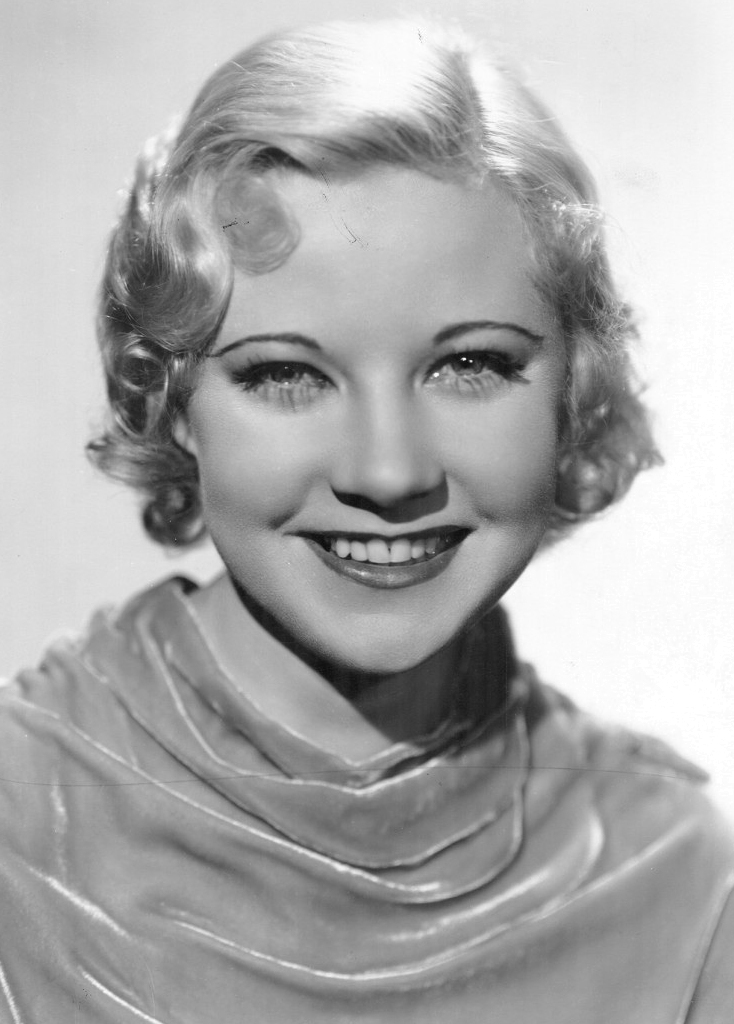
Una Merkel, photographie de plateau par Clarence Bull (1934).

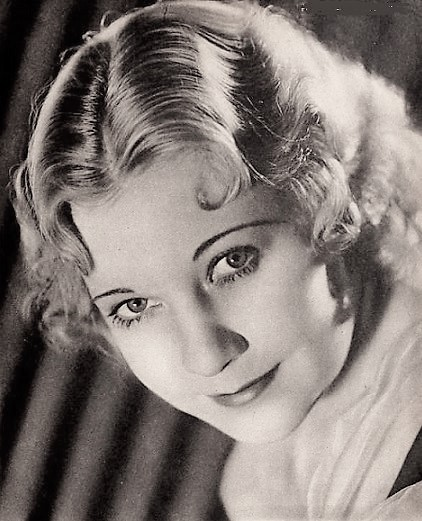
Una Merkel en 1935.

- 1930 : Abraham Lincoln (D. W. Griffith's 'Abraham Lincoln) de D. W. Griffith : Ann Rutledge
- 1930 : The Eyes of the World de Henry King : Sybil
- 1930 : The Bat Whispers de Roland West : Dale Van Gorder
- 1931 : Command Performance : Princesse Katerina
- 1931 : Don't Bet on Women : Tallulah Hope
- 1931 : Six Cylinder Love (en) : Margaret Rogers
- 1931 : Papa longues jambes (Daddy Long Legs) de Alfred Santell : Sally McBride
- 1931 : Le Faucon maltais (The Maltese Falcon) de Roy Del Ruth : Effie Perrine
- 1931 : The Bargain de Robert Milton : Etta
- 1931 : Wicked : June
- 1931 : The Secret Witness (en) de Thornton Freeland : Lois Martin
- 1931 : Vies privées (Privates Lives), de Sidney Franklin : Sibyl Chase
- 1932 : She Wanted a Millionaire : Mary Taylor
- 1932 : Impatient Maiden de James Whale : Betty Merrick
- 1932 : Man Wanted : Ruth Holman, dite "Ruthie"
- 1932 : Le Bel Étudiant (Huddle) de Sam Wood : Thelma
- 1932 : La Femme aux cheveux rouges (Red-Headed Woman) de Jack Conway : Sally (colocataire de Lillian)
- 1932 : They Call It Sin de Thornton Freeland : Dixie Dare
- 1932 : Men Are Such Fools : Molly
- 1933 : Whistling in the Dark de Elliott Nugent et Charles Reisner : Toby Van Buren
- 1933 : 42e Rue (42nd Street) de Lloyd Bacon : Lorraine Fleming
- 1933 : Le Secret de Madame Blanche (The secret of Madame Blanche) de Charles Brabin : Ella
- 1933 : Clear All Wires! : Dolly Winslow
- 1933 : Une soirée à Vienne (Reunion in Vienna) de Sidney Franklin: Ilsa Hinrich
- 1933 : Rose de minuit (Midnight Mary) de William A. Wellman : Bunny dit Bun
- 1933 : Her First Mate : Hattie
- 1933 : Beauty for Sale : Carol Merrick
- 1933 : Broadway to Hollywood
- 1933 : Menu : Mrs. Omsk
- 1933 : Mademoiselle Volcan (Bombshell) de Victor Fleming : Mac
- 1933 : Day of Reckoning : Mamie
- 1933 : The Women in His Life : Miss Simmons, dite Simmy
- 1934 : This Side of Heaven : Dirdie
- 1934 : Murder in the Private Car (en) de Harry Beaumont : Georgia Latham
- 1934 : Paris Interlude : Cassie Bond
- 1934 : Patte de chat (The Cat's-Paw) de Sam Taylor : Petunia Pratt / Cobb
- 1934 : Le Retour de Bulldog Drummond (Bulldog Drummond Strikes Back) de Roy Del Ruth : Gwen
- 1934 : Miracle d'amour (Have a Heart) de David Butler : Joan O'Day
- 1934 : La Veuve joyeuse (The Merry Widow) de Ernst Lubitsch: Reine Dolores
- 1934 : Le Témoin imprévu (Evelyn Prentice) de William K. Howard : Amy Drexel
- 1935 : Biography of a Bachelor Girl d'Edward H. Griffith : Slade Kinnicott
- 1935 : La Chanson de la jeunesse (The Night Is Young) de Dudley Murphy : Fanni Kerner
- 1935 : One New York Night : Phoebe
- 1935 : Murder in the Fleet : 'Toots' Timmons
- 1935 : Baby Face Harrington de Raoul Walsh : Millicent Harrington
- 1935 : Broadway Melody 1936 (Broadway Melody of 1936) de Roy Del Ruth : Kitty Corbett
- 1935 : It's in the Air : Alice Lane Churchill
- 1936 : La Loi du plus fort (Riffraff) de J. Walter Ruben : Lil Bundt
- 1936 : Speed de Edwin L. Marin : Josephine Sanderson, dite "Jo"
- 1936 : We Went to College : Susan Standish
- 1936 : L'amiral mène la danse (Born to Dance) de Roy Del Ruth : Jenny Saks
- 1937 : Don't Tell the Wife (en) de Christy Cabanne : Nancy Dorsey
- 1937 : Un vieux gredin (The Good Old Soak) de J. Walter Ruben : Nellie
- 1937 : Saratoga de Jack Conway : Fritzi Kiffmeyer
- 1937 : Par trois longueurs (Checkers) de H. Bruce Humberstone : Mamie Appleby
- 1937 : La Folle Confession (True Confession) de Wesley Ruggles : Daisy McClure
- 1939 : Four Girls in White : Gertie Robbins
- 1939 : Some Like It Hot de George Archainbaud : Flo Saunders
- 1939 : On Borrowed Time : Marcia Giles
- 1939 : Femme ou Démon (Destry Rides Again) de George Marshall : Lily Belle

### Années 1940
- 1940 : Comin' Round the Mountain : Belinda Watters
- 1940 : Sandy Gets Her Man : Nan Clark
- 1940 : Mines de rien (The Bank Dick) d'Edward F. Cline : Myrtle Sousé
- 1941 : Double Date : Tante Elsie
- 1941 : En route vers Zanzibar (Road to Zanzibar) de Victor Schertzinger : Julia Quimby
- 1941 : Cracked Nuts d'Edward F. Cline : Sharon Knight
- 1942 : The Mad Doctor of Market Street de Joseph H. Lewis : Tante Margaret Wentworth
- 1942 : Twin Beds : Lydia
- 1943 : This Is the Army de Michael Curtiz : Rose Dibble
- 1943 : Quack Service
- 1944 : To Heir Is Human : Una
- 1944 : Sweethearts of the U.S.A. : Patsy
- 1947 : It's a Joke, Son! : Mrs.Magnolia Claghorn
- 1948 : La mariée est folle (The Bride Goes Wild) de Norman Taurog : Miss Doberly
- 1948 : Man from Texas : Widow Weeks

### Années 1950
- 1950 : Kill the Umpire de Lloyd Bacon : Betty Johnson
- 1950 : Trois Gosses sur les bras (My Blue Heaven) de Henry Koster : Miss Irma Gilbert
- 1950 : Emergency Wedding (en) : Emma
- 1951 : Riche, jeune et jolie (Rich, Young and Pretty) de Norman Taurog : Glynnie
- 1951 : Je veux un millionnaire (A Millionaire for Christy) de George Marshall : Christabel 'Christy' Sloane : Patsy Clifford
- 1951 : Une fille en or (Golden Girl) de Lloyd Bacon : Mary Ann Crabtree
- 1952 : Un refrain dans mon cœur (With a Song in My Heart) de Walter Lang : Sœur Marie
- 1952 : La Veuve joyeuse (The Merry Widow) de Curtis Bernhardt : Kitty Riley
- 1953 : Cupidon photographe (I Love Melvin) de Don Weis : Mom Schneider
- 1955 : L'Homme du Kentucky (The Kentuckian) de Burt Lancaster : Sophie Wakefield
- 1956 : Ma and Pa Kettle de Charles Lamont : Miss Bedelia Baines
- 1956 : Calling Terry Conway (TV) : Pearl McGrath
- 1956 : Le Bébé de Mademoiselle (Bundle of Joy) de Norman Taurog : Mrs. Dugan
- 1957 : Kidnapping en dentelles (The Fuzzy Pink Nightgown) : Bertha
- 1958 : Une fille qui promet (The Girl Most Likely) de Mitchell Leisen : la mère
- 1959 : Comment dénicher un mari (The Mating Game) de George Marshall : Ma Larkin

### Années 1960
- 1961 : La Fiancée de papa (The Parent Trap) de David Swift : Verbena
- 1961 : Été et Fumées (Summer and Smoke) de Peter Glenville : Mrs. Winemiller
- 1963 : L'Été magique (Summer Magic) de James Neilson : Mariah Popham
- 1964 : Les Pas du tigre (A Tiger Walks) de Norman Tokar : Mrs. Watkins
- 1966 : Le Tombeur de ces demoiselles (Spinout) de Norman Taurog : Violet Ranley